# 1931 en aéronautique
Chronologie de l'aéronautique
- 1927
- 1928
- 1929
- 1930
- 1931
- 1932
- 1933
- 1934
- 1935

Cet article présente les faits marquants de l'année 1931 en aéronautique.

## Évènements

### Janvier
- Premier vol du Boulton Paul P.32.

- 2 janvier : Boeing livre à la marine américaine les premiers chasseurs FB4 qui équiperont le porte-avions « Lexington ».

- 4 janvier : un équipage américaine reste 123 heures en vol grâce à des ravitaillements en vol.

- 6 janvier : le maréchal italien Italo Balbo traverse l'Atlantique Sud avec une escadrille de 16 hydravions.

- 12 janvier : départ de trois appareils de la Royal Air Force qui relient Le Caire et Le Cap, et retour.

### Février
- 1er février au 5 mars : périple africain pour un équipage polonais 25 770 km et 147 heures de vol.

- 12 février : premier vol du Curtiss F9C Sparrowhawk.

- 14 au 18 février : un équipage américain relie New York et Buenos Aires en 5 jours et 5 heures (52 heures et 15 minutes de vol).

- 26 février au 1er mars : un équipage français (Bossoutrot et Rossi) bat le record de durée de vol : 75 heures et 23 minutes, sur un « Blériot 110 » ainsi que le record de distance en circuit fermé avec 8 822 km.

### Mars
- 1 mars : Lucien Bossoutrot et Maurice Rossi établissent les nouveaux records du monde de distance et de durée sans escales en circuit fermé, soit 8 805 kilomètres couverts en 75 heures et 23 minutes avec un monoplan Blériot 110[1].
- 2 au 21 mars : un équipage français relie Paris et Tokyo sur un Farman F.190. Le voyage retour s'effectue du 26 mars au 19 avril, soit un trajet total de 35 000 km pour 250 heures de vol.

- 23 mars : un équipage français améliore sept records du monde sur « Dewoitine Trait d'Union ».

- 25 mars : premier vol chasseur britannique Hawker Fury.

- 26 mars : création de la compagnie aérienne suisse Swissair par fusion de la Balair (fondée en 1925) et de l'Ad Astra Aero.

- 31 mars : le porte-avions américain Lexington participe aux opérations de secours à la suite d'un tremblement de terre au Nicaragua. Cinq avions sont notamment chargés du transport du personnel médical et du personnel médical.

### Avril
- 1er au 10 avril : un équipage britannique relie Londres et Port-Darwin (Australie), soit 16 410 km, en 9 jours, 4 heures et 11 minutes.

- 19 avril :  Christian Moench et Johanny Burtin sont de retour au Bourget, après avoir réalisé un raid aérien de quelque 40 000 kilomètres, volant aller-retour de Paris à Tokyo. Un voyage effectué depuis le 2 mars 1931 avec un monoplan Farman à moteur Gnome Rhône Titan de 230 chevaux[2].

- 28 avril : Lucien Coupet devient recordman du monde d’altitude avec 2 000 kilogrammes de charge marchande, pilotant un Farman 160 à deux moteurs Farman 12 W.E. de 500 CV de puissance, soit 7 507 mètres; prenant alors le record à Alessandro Passaleva[3].

### Mai
- 25 au 28 mai : un équipage américain (Lees et Brossy) bat le record de durée de vol : 84 heures et 32 minutes, sur un « Bellanca-Packard ».

- 26 mai : 
  - premier vol de l'avion de patrouille Consolidated P2Y.
  - Le Bellanca TES s'écrase, tuant ses quatre occupants.

- 27 mai : première utilisation d'une soufflerie dans le laboratoire du NACA à Langley (États-Unis).

### Juin
- 7 juin : un équipage français améliore le record de distance en circuit fermé à Istres : 10 372 km à une moyenne horaire de 149,853 km/h.

- 23 juin au 1er juillet : un équipage américain boucle le tour du monde en 8 jours, 15 heures et 51 minutes (dont 107 heures et 2 minutes de vol) sur le Lockheed Vega Winnie May.

### Juillet
- Premier vol du « Potez 51 ».

- 1er juillet : création de la compagnie aérienne United Airlines avec la fusion des compagnies Boeing Air Transport, National Air Transport, Pacific Air Transport et Varney Air Lines.

- 29 juillet au 9 septembre : un équipage mixte britannique relie Londres et Tokyo en 79 heures de vol sur 9 jours. Le voyage retour s'effectue entre le 28 août et le 9 septembre.

- 30 juillet : les Américains Russell Boardman et John Polando établissent le nouveau record de distance en ligne droite au niveau mondial soit un vol de 8 065 kilomètres entre New York et Istanbul réalisé avec le monoplan Bellanca J-300 « Cape Cod »[4].

### Août
- 8 août : aux États-Unis, 250 000 personnes[5] assistent à la présentation du dirigeable USS Akron, porte-avions volant destiné à l'accompagnement éclaireur des flottes de l'US Navy. La Première Dame Lou Henry Hoover en assure le baptême.

- 18 août : premier vol d'un ballon dans la stratosphère (15 781 m), avec les suisses Auguste Piccard et Kipfer.

- 21 août : premier vol du de Havilland DH.81 Swallow Moth.

### Septembre
- 29 septembre : le lieutenant britannique G.H. Stainforth bat le record du monde de vitesse à près de 655 km/h sur un Supermarine S.6 B.
- 29 septembre : pilotant un Supermarine S.6B (vitesse moyenne 547,297 km/h), le lieutenant britannique John Boothman permet à l'Angleterre de remporter de façon définitive le trophée Schneider après avoir remporté trois courses successives.

### Octobre
- 26 octobre : premier vol du de Havilland DH.82 Tiger Moth.

### Décembre
- 23 décembre : vol de reconnaissance de la compagnie aérienne belge Sabena pour ouvrir une ligne Belgique - Congo belge.

- 29 décembre : premier vol du Grumman FF

## Évènements non datés
- Fondation de la compagne aérienne espagnole Iberia Líneas Aéreas de España par fusion de plusieurs petites compagnies.
- L'aviateur français Ludovic Arrachart effectue le premier raid intercontinental vers Madagascar.